# Omal
Omal (en wallon Oûmål) est une section de la commune belge de Geer située en Région wallonne dans la province de Liège. C'était une commune à part entière avant la fusion des communes de 1977.
Code postal : 4252

## Démographie
- Sources:INS, Rem:1831 jusqu'en 1970=recensements, 1976= nombre d'habitants au 31 décembre

## Histoire
Omal est notamment célèbre pour la découverte des premiers sites rubanés, et donna son nom à cette civilisation : la civilisation omalienne. Des nombreuses fouilles archéologiques ont révélé des traces d'occupation humaine à toutes les époques : depuis le paléolithique, en passant par le néolithique avec la civilisation omalienne, l'âge du fer, l'époque gallo-romaine et finalement le haut Moyen Age. 

## Patrimoine et culture

### Patrimoine architectural et sites
- Cinq tumuli avec quatre tumuli situés au nord et un au Sud le long de la chaussée Romaine. Ces cinq tumuli d'Omal sont repris sur la liste du patrimoine exceptionnel de la Région wallonne.
- La motte féodale.
- Refuge fortifié d'Omal : tour-colombier fortifiée, construite en 1625 constituait une petite forteresse destinée à protéger la population locale lors du passage des troupes.
- Ferme seigneuriale Menjoie (XVIIe siècle).
- le manoir d'Omal du XVIIIe siècle construit sur des bases de l'ancien château d'Omal.
- Eglise Saint-Lambert de 1755.

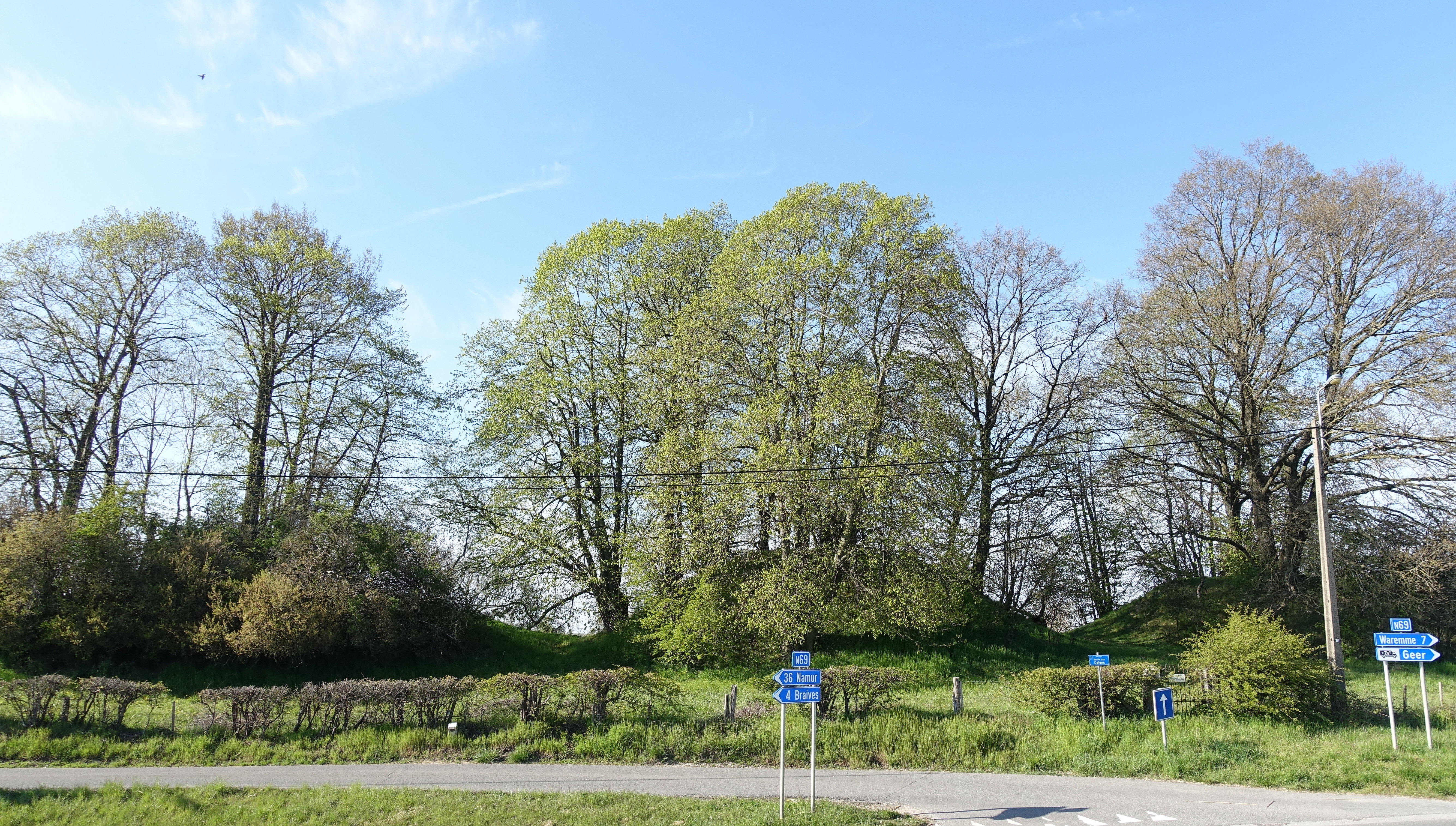
Les tumulus d'Omal.
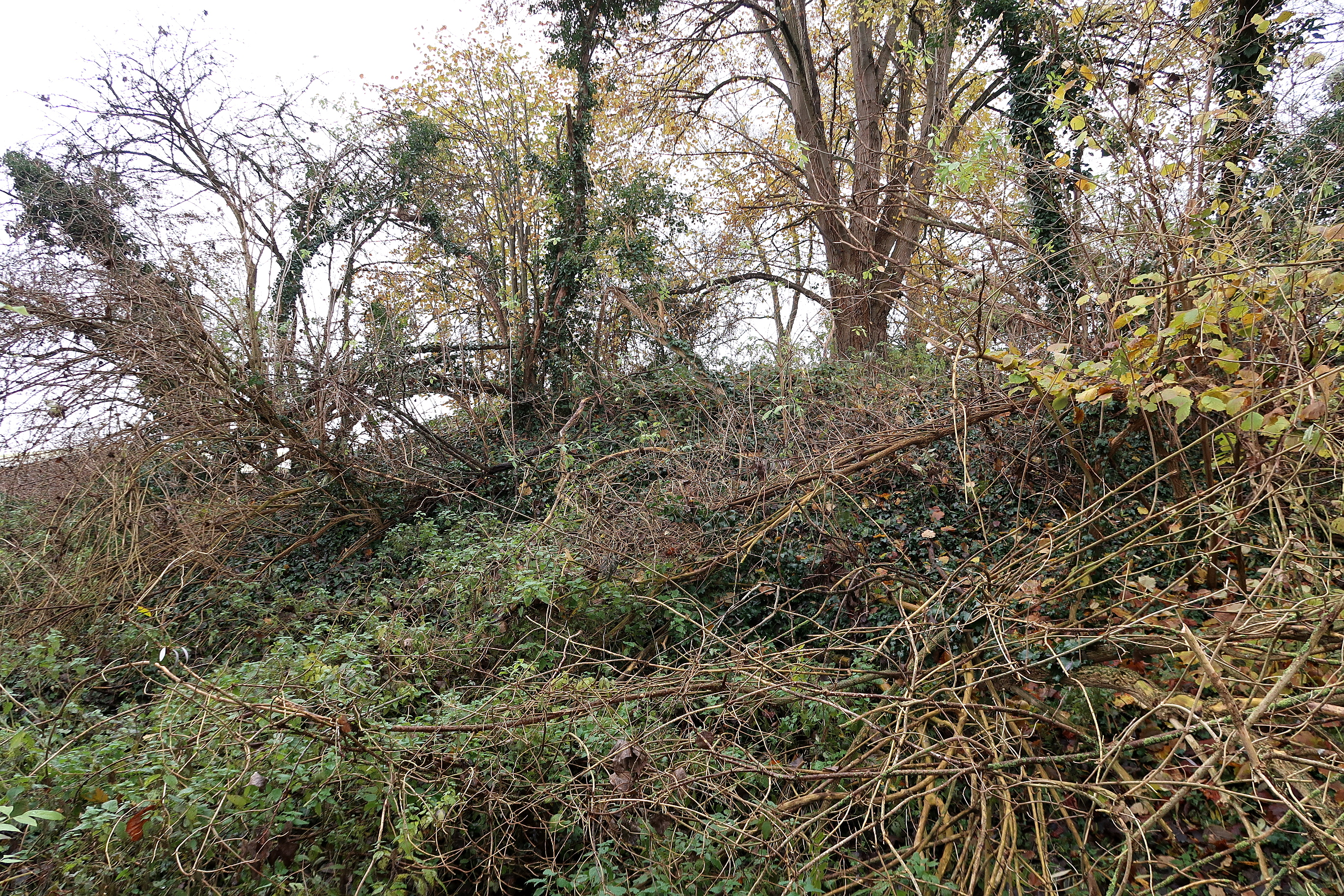
Motte féodale d'Omal.
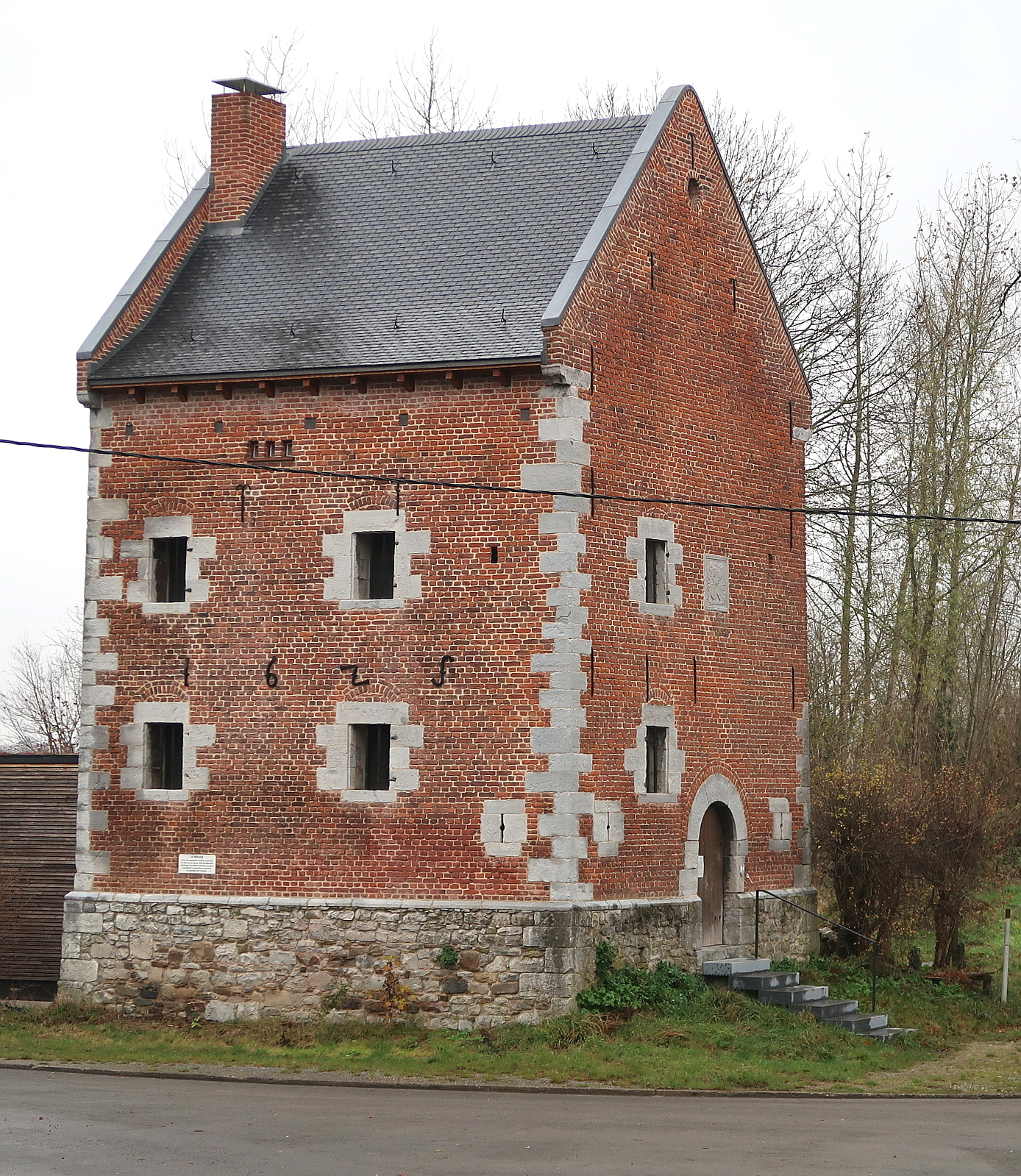
Refuge fortifié d'Omal.
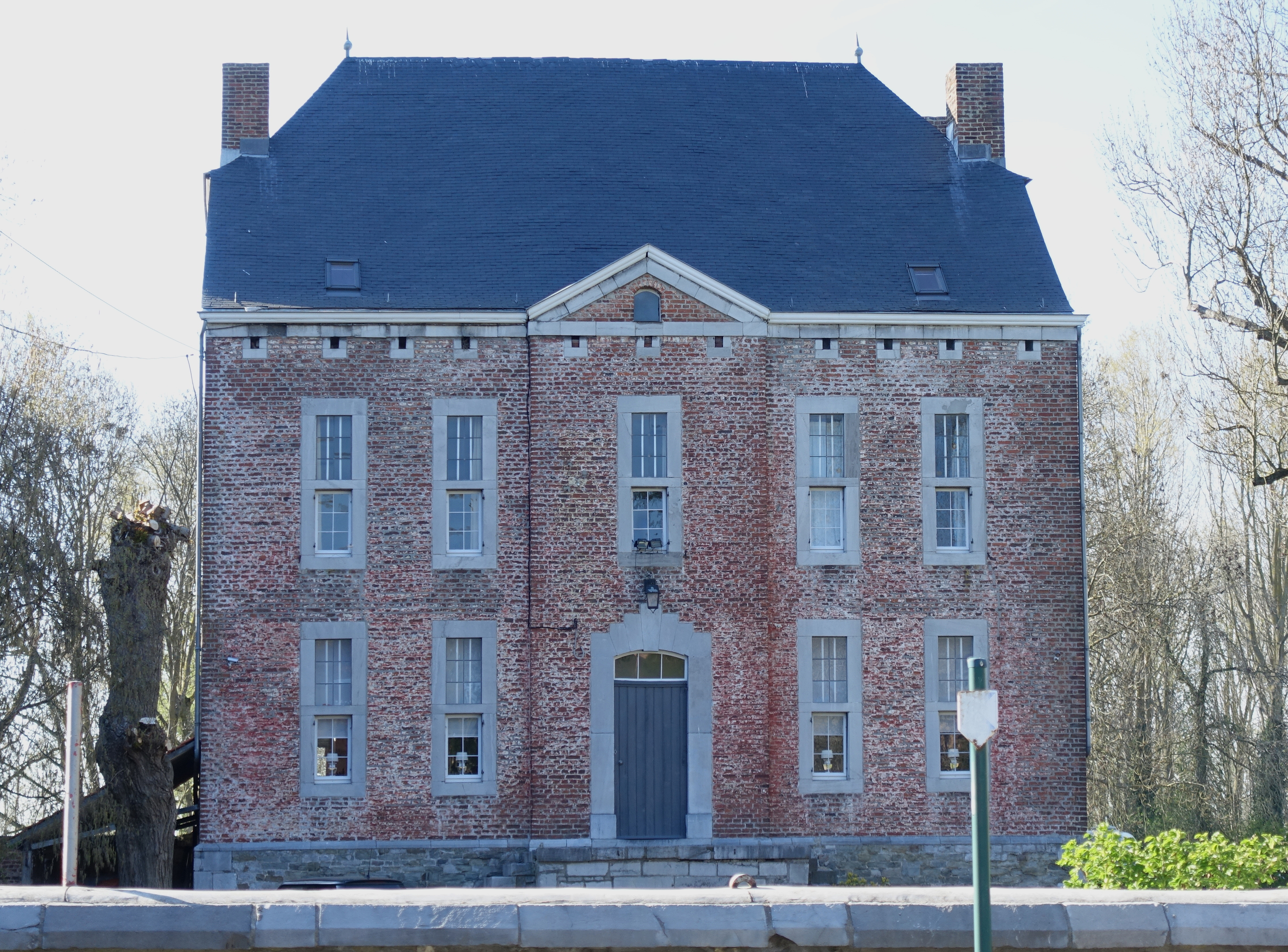
Le manoir d'Omal.
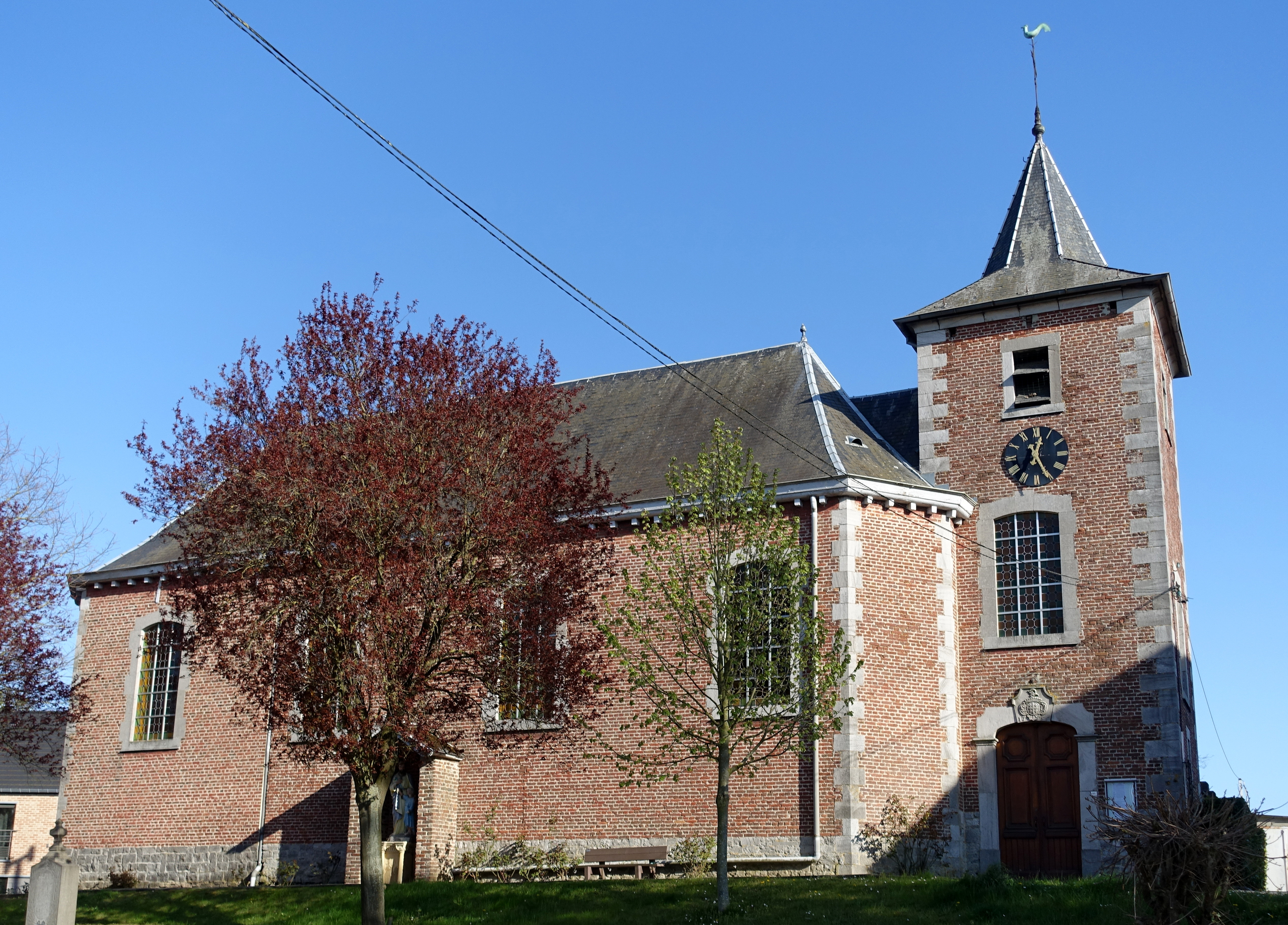
Église Saint-Lambert.